# Oreotrys
Oreotrys là một chi thực vật có hoa trong họ Saxifragaceae.